# George Stanley, 9. baron Strange
George Stanley, 9. baron Strange, af Knockin, KG, KB (1460–1503) var en engelsk adelsmand og arving til Thomas Stanley, 1. jarl af Derby. Han var også en betydningsfuld soldat i sin egen ret og holdt en række vigtige statsembeder.

## Liv
Han blev født omkring 1460 i Knowsley, Lancashire, England, den ældste søn af Thomas Stanley og hans første hustru Eleanor, søster til Richard Neville, jarl af Warwick. Ved sin fars andet ægteskab med Lady Margaret Beaufort, grevinde af Richmond, blev han stedbror til hendes søn, Henrik Tudor, den senere kong Henrik 7. .
Han blev slået til ridder af Order of the Bath i 1475 af kong Edvard 4. Han holdt embeder som konstabel for Pontefract Castle og konstabel for Knaresborough Castle i 1485. Han var til stede under Slaget ved Bosworth Field, men som Richard 3.'s gidsel, idet Richard forsøgte at sikre støtten fra Georges far og onkel og deres betydelige hære. Han holdt embeder som konstabel for Wicklow Castle i 1486 og blev overdommer for Hertugdømmet Lancaster i 1486. I 1487 deltog han i Slaget ved Stoke Field. Samme år blev han slået til ridder af Hosebåndsordenen og medlem af gehejmerådet.

## Familie
Han blev i 1482 gift med Joan le Strange, 9. baronesse Strange, datter af John le Strange, 8. baron Strange (ca. 1440 - 1477) og Jacquetta Woodville (datter af Richard Woodville, 1. jarl Rivers og Jacquetta af Luxemburg ), derved blev han den 9. baron Strange iure uxoris (i sin hustrus ret) og blev indkaldt til parlamentet i denne rolle. Deres børn var:
- John Stanley (d. 1503).
- Thomas Stanley, 2. jarl af Derby (1485–1521).
- James Stanley (1486–1562), der grundlagde den yngre gren af familien kendt som 'Stanley af Bickerstaffe', hvorfra den 11. jarl af Derby og alle efterfølgende jarler nedstammer.
- George Stanley.
- Jane Stanley, der blev gift med Sir Robert Sheffield (død 15. november 1531), søn af Sir Robert Sheffield, formand for Underhuset, og hans første hustru, Helen Delves. De var forældre til Edmund Sheffield, 1. baron Sheffield.
- Elizabeth Stanley.
- Margaret Stanley.

## Død
Stanley døde i Derby House, St Paul's Wharf, London den 4.-5. December 1503, angiveligt af gift efter en banket. Han blev begravet i den nærliggende London-kirke St James Garlickhythe.